# Datenarchitektur
Datenarchitektur ist eine Teildisziplin der IT-Architektur, die sich mit grundlegenden Strukturen und Prinzipien zu Daten und Informationen, ihrer Konstruktion, Nutzung und Weiterentwicklung befasst. Sie praktiziert eine ganzheitliche Sicht auf die betrachteten Elemente und kann sie modellhaft „vergröbert“ betrachten.
Der Begriff „Datenarchitektur“, auch Informationsarchitektur genannt, wird im Sprachgebrauch häufig mit Datenmodellierung gleichgesetzt (siehe ), die Schwerpunkte sind aber erheblich breiter gesetzt.

## Nebendisziplinen
Als weitere Teildisziplinen der IT-Architektur gelten: Technologie-Architektur, Applikations-Architektur, Prozessarchitektur, IT-Sicherheitsarchitektur.

## Beispiele für Teilthemen
Nach Tiemeyer und Meier werden folgende Schwerpunkte als Inhalte der Datenarchitektur beispielhaft genannt:
- Verzeichnis aller Daten/Informationen im Unternehmen
- Klassifikation nach der Bedeutung von Daten
- Quelle von Daten: Extern beziehen oder selbst sammeln?
- Dateneigner: Wer, welche Pflichte/Rechte für Unterhalt und Pflege?
- Maßnahmen zur Sicherung der Datenqualität
- Speicherkonzepte: was, wo wie lange speichern? Zentral/verstreut?
- Nationale / internationale Gegebenheiten berücksichtigen, z. B. Datenschutz und -Sicherheit
- Datenaustausch und -Weitergabe